# Xirókambos (Léros)
Xirókambos (grec moderne : Ξηρόκαμπος) est une localité située dans le dème de Léros, dans le district régional de Kálymnos, dans la périphérie d'Égée-Méridionale, en Grèce.
Selon le recensement de 2021, elle compte 710 habitants.